# Zawiercie
Zawiercie város Lengyelországban, a Sziléziai vajdaságban, a zawierciei járásban. 1975–1998 között a város a Katowicei vajdasághoz tartozott. 2009. június 30-i adatok szerint a város lakossága 52 171 lakost számlált. Zawiercie, bár a Sziléziai vajdasághoz tartozik, Kis-Lengyelország része, nem pedig Sziléziáé.[forrás?]
Zawiercie a Krakkó-Częstochowa-i fennsík középső része mellett helyezkedik el a Warta folyó forrásánál. (A forrás a város Kromołów városrészében található). Innen származik a város egyik népszerű neve is: Zawiercie, ami azt jelenti. hogy a Wartán túl (=Za Wartą), mivel az új település a korábbi Kromołówhoz képest a Wartán túl helyezkedett el.
Fontos forgalmi és vasúti csomópont, iparváros: nyersvasgyártás (nagyolvasztó), textilgyárak, üveggyártás, üvegkristály és vasöntőde van a városban.
Zawiercie alatt ólom- cink- és ezüstérc rétegek találhatók, ezeket jelenleg nem termelik ki. Egykor vasércet is bányásztak külszíni fejtéssel.
A turisták számára Zawiercie jelenti a kaput a Krakkó-Częstochowa-i felföld irányába.

## Műemlékek

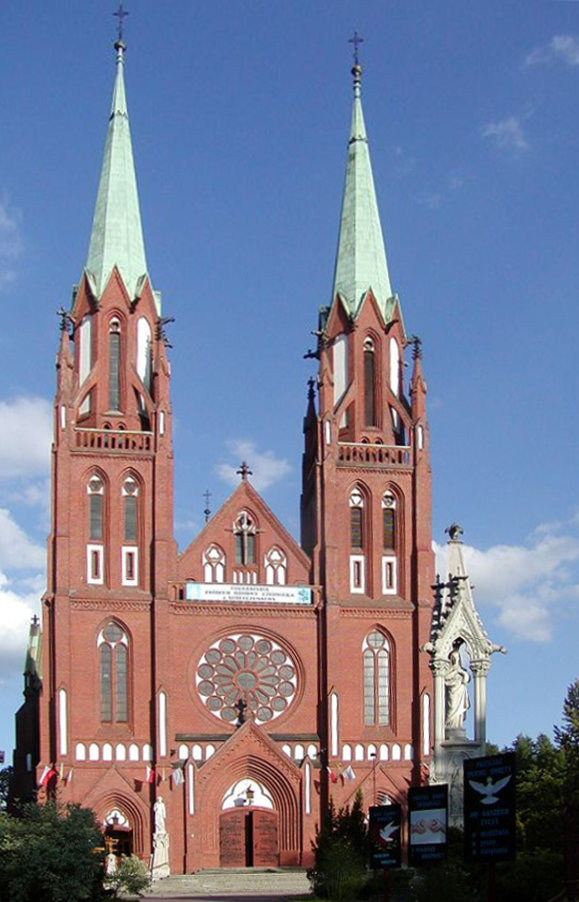
Szent Péter és Pál apostol neogótikus temploma

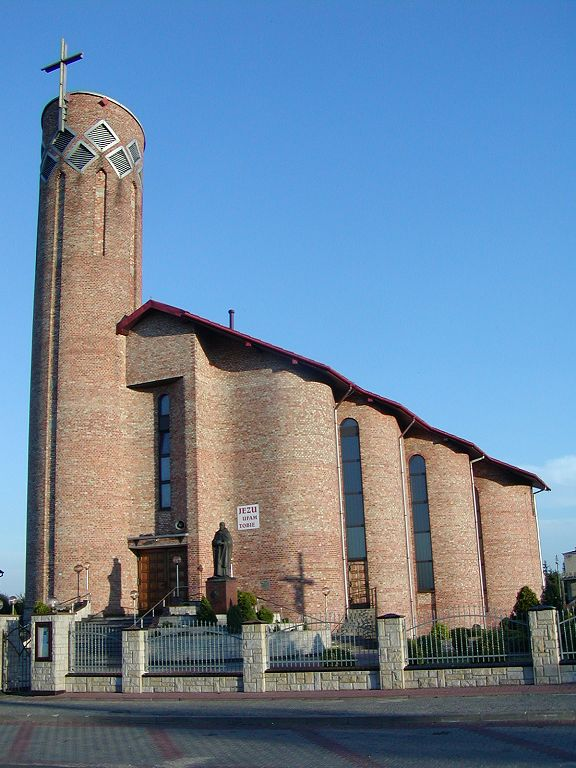
Kościół św. Brata Alberta

- Bąkowiec lovagvárának romjai Morskban
- Szentháromság templom 16-17. század
- Szent Miklós templom 16. század
- Udvarház Zawiercie-Bzówban 19. század eleje
- Zsidó temető Zawiercie-Kromołówban
- Zsidó temető Zawiercében
- Régi zsinagóga (1880)
- Szent Péter és Pál neogótikus temploma a város központjában (1896)

## Története
A 12. században a mai város területén Kromłów állt, mely ma a város egyik kerülete. A 14. században itt vezetett keresztül a Krakkót Poznanal összekötő országút. A Zawiercie név először 1431-ben bukkan fel egy oklevélben, melyben az opolei herceg földet adományoz egy vendégfogadóhoz és engedélyezi felépítését. A 15. században fejlődésnek indul a vasolvasztás (kovácsműhelyek).
Az első vonat 1847. december 1-jén haladt keresztül a városon a Częstochowa-Ząbkowice egyvágányú vonalon. A második vágányt 1881-ben létesítették. 1890-ben épült meg pályaudvar, majd a ma is álló állomásépületet 1914-ben adták át. A vasútvonal tette lehetővé a textilipar és a többi iparág, valamint a kereskedelem fejlődését.
1893-ban hallat először magáról a Lengyel Szocialista Párt. A textilgyárban zajlott le 1893-ban az egyik első sztrájk az Orosz Birodalomba beolvasztott Kongresszusi Királyság területén.
Az I. világháború idején az immár 30 ezer lakosú ipari település rendelkezett ugyan vasúttal és számos gyárral, de nem volt város és csak községi adminisztrációja volt. A városi rangot 1915. júliusában kapta meg. Ennek eredményeképpen megalakultak a kerületek is: Kromołów, Blanowice, Bzów, Żerkowice, Kądzielów, Zuzanka, Argentyna; lakótelepek: Żabki, Marciszów, Stawki, Centrum, Warty, Dąbrowica, Ręby, Kosowska Niwa és községek: Karlin, Łośnice, Pomrożyce, Skarżyce.
A háború alatt nagy volt a munkanélküliség és drágaság, az emberek vásárolni átjártak az osztrák területekre, ahol lényegesen olcsóbb volt az élelmiszer, mint a német megszállás alatt.
1939-ben Zawiercie a III. Birodalomhoz lett csatolva és 1941-ben átkeresztelték Warthenau névre.
A háború után újabb ipari fejlődés kezdődött. A nehéz munkafeltételek miatt 1945–1947 között több sztrájk robbant ki.
1988-tól a város a zawierciei járás központja lett, melybe magán a városon kívül Irządze, Kroczyce, Łazy, Ogrodzieniec, Pilica, Poręba, Szczekociny, Włodowice, Żarnowiec tartozik.

## Fordítás
- Ez a szócikk részben vagy egészben a Zawiercie című lengyel Wikipédia-szócikk fordításán alapul.  Az eredeti cikk szerkesztőit annak laptörténete sorolja fel. Ez a jelzés csupán a megfogalmazás eredetét és a szerzői jogokat jelzi, nem szolgál a cikkben szereplő információk forrásmegjelöléseként.